# Богдан Лончар
Богдан Лончар (Јошани код Удбине 1907 — Бела Црква, 7. јул 1941), био је жандармеријски наредник, командир станице у Завлаци.

## Биографија
Рођен је у селу Јошани код Удбине у Лици, од оца Косте Лончара и мајке Милице. Богдан је примљен у Војноподофицирску школу у Сремској Каменици, коју је успешно завршио, 1935. године, као први у рангу. Уочи рата налазио се на дужности првог краљевог ађутанта у Старом двору, као припадник дворске жандармерије.
Богдан Лончар је био ожењен Божицом — Босом, ћерком Рада Ђукића, Личанина, који се из Америке вратио бродом да као добровољац ратује за Краљевину Србију против Аустроугарске у Првом светском рату. Непосредно пред сам рат, Богдан и Божица су добили сина Зорана. После слома Краљевине Југославије у Априлском рату 1941. године, Богдан је са породицом избегао у Мачвански Причиновић код Шапца.

## Смрт
На Ивањдан, 7. јула 1941. године у селу Бела Црква, срез Рађевски одржан је вашар. Како је окупљеном народу саопштено да се због због ванредних безбедносних прилика вашар забрањује, сељаци су почели да се разилазе.
Око 17 сати се појавила једна група од 15 наоружаних партизана, припадника новоформиране Рађевске чете Ваљевског НОП одреда. Окупљеном народу обратио се најпре житељ Беле Цркве, Богољуб Ракић, опанчар и борац Рађевске чете. Потом су се народу обратили познати ваљевски лекар др Миша Пантић, уједно командант чете и Жикица Јовановић Шпанац, несвршени студент и новинар из Ваљева. Међу приспелим партизанима био је и учитељ из оближње Пецке, Чедомир Милосављевић, такође добро познат локалном становништву. После тога партизани су се удаљили. Одмах након тога у селу се појавила жандармеријска патрола у којој су били наредник Богдан Лончар и каплар Миленко Браковић.
Одмах по приспећу двојице жандарма, који су започели са испитивањем сељака о боравку партизана у селу, Владан Бојанић, студент из Беле Цркве и борац Рађевске чете, који је привремено остао у селу, отрчао је у оближњу шуму да обавести партизане о доласку жандарма и њиховим поступцима. Партизани су непосредно након тога пожурили ка селу. Затим је дошло до оружаног сукоба у ком су учествовали жандарми Богдан Лончар и Миленко Браковић, са једне стране, и Жикица Јовановић Шпанац и непознати партизански борац (вероватно Драгиша Петровић, младић из суседног села Бастава). У овом оружаном сукобу убијени су жандарми Лончар и Браковић.
Једини сачувани домаћи историјски извор, настао недуго након овог догађаја, представља извештај Одељења јавне безбедности из Ужица Комесаријату унутрашњих послова у Београду, од 21. јула 1941. Овај извештај настао је на основу казивања председника сеоске општине Средоја Кнежевића и сеоског старешине Николе Лазаревића. У делу извештаја који говори о догађају након доласка жандарма, истиче се:
Извештај немачке Крајскомандантуре из Шапца, настао 10. јула 1941, хронолошки претходи наведеном извештају квислиншке жандармерије.
После Другог светског рата овај дан се обележавао као Дан устанка народа Србије.

## Рехабилитација
Жандарми Богдан Лончар и Миленко Браковић рехабилитовани су 11. децембра 2008. од стране Окружног суда у Шапцу, на основу Закона о рехабилитацији.
Одлука суда је наишла на одобравања, али и оспоравања у јавности.
Српска православна црква је 2000. омогућила подизање споменика Богдану Лончару у порти цркве св. Ђорђа у Белој Цркви. Покрај споменика Лончару 2002. подигнут је и споменик Миленку Браковићу. Земни остаци двојице жандарма нису сахрањени у Белој Цркви.